# La Trahison
Pour les articles homonymes, voir Trahison (homonymie).
Pour plus de détails, voir Fiche technique et Distribution.
La Trahison est un film franco-belge réalisé par Philippe Faucon, sorti en 2005.

## Synopsis
Le film retrace quelques jours de la vie du sous-lieutenant Roque, pendant la Guerre d'Algérie. Il a sous ses ordres 400 soldats français dont quatre jeunes musulmans qui se sont engagés et qui sont très utiles au reste du poste (qui se situe dans le Sud-Est algérien) en ce qui concerne les traductions de l'arabe au français. 

## Fiche technique
- Titre : La Trahison
- Réalisation : Philippe Faucon
- Scénario : Philippe Faucon, Soraya Nini et Claude Sales, d'après le roman de Claude Sales
- Production : Richard Djoudi, Christian Argentino, N.T. Binh, Philippe Faucon et Yacine Laloui
- Musique : Benoît Schlosberg
- Photographie : Laurent Fénart
- Montage : Sophie Mandonnet
- Décors : Ramdane Kacer
- Costumes : Isabelle Blanc et El Boukhari Habbel
- Pays d'origine :  France,  Belgique
- Format : couleur - 2,35:1 - Dolby Digital - 35 mm
- Genre : drame
- Durée : 80 minutes
- Dates de sortie : 13 septembre 2005 (festival de Toronto), 25 janvier 2006 (France)

## Distribution
- Vincent Martinez : Roque
- Ahmed Berrahma : Taieb
- Cyril Troley : Vergnat
- Walid Bouhazam : Ahmed
- Medhi Yacef : Hachem
- Patrick Descamps : Capitaine Franchet
- Luc Thuillier : Capitaine Sansot
- Michaël Morgante : Paracommando
- Jean-Michel Vovk
- Thomas Stuyck : Soldat

## Autour du film
- Le tournage s'est déroulé en Algérie.